# Mangala Sharma
Mangala Sharma é uma ativista butanesa dos direitos humanos e femininos. Ela foi a primeira vencedora do prêmio Ginetta Sagan,  em 1997. Nascida em Chirang, ela foi exilada de seu país em março de 1992, depois de se manifestar contra uma política de discriminação de minorias étnicas. Depois disso, ela formou uma associação chamada Bhutanese Refugees Aid for Victims of Violence (BRAVE), que é uma organização de autoajuda destinada a assistir refugiados do Butão. A BRAVE oferece aconselhamento e treinamento para os refugiados em um campo do Nepal. Ela ganhou asilo político e se mudou para os Estados Unidos, onde começou a trabalhar para a Refugee Women Network, na Geórgia. Em 2007, ela se mudou para Minnesota, onde ingressou no Nirvana Center, que assiste famílias reassentadas. 